# Laurel Canyon
Laurel Canyon é uma área na Hollywood Hills em Los Angeles, Califórnia. Foi desenvolvida em 1910, e tornou-se uma parte da cidade de Los Angeles em 1923. Laurel Canyon é um importante corredor de trânsito entre West Hollywood e o Vale de São Fernando, especificamente em Studio City. A divisão entre os dois pode ser aproximadamente definida pela interseção entre Laurel Canyon e Mulholland Drive.
A área sempre foi repleta de residentes famosos, entre eles grandes músicos de rock como Frank Zappa, Alice Cooper, The Byrds, Buffalo Springfield e Love. Laurel Canyon tem sido mencionado em muitos filmes e novelas de Los Angeles, incluindo o filme Laurel Canyon de 2002, escrito e dirigido por Lisa Cholodenko.

## Literatura
- Michael Walker, Laurel Canyon: The Inside Story of Rock ’n’ Roll’s Legendary Neighborhood, Farrar Straus and Giroux (16 de Maio, 2006), capa dura, 277 páginas, ISBN 0571-21149-6 comércio paperback (1 de Maio, 2007) ISBN 0865479666
- Baerney Hoskins, Hotel California: Singer-Songwriters and Cocaine Cowboys in the LA Canyons, 1967 - 1976, Harper Perennial (2006), Paperback, 316 páginas, ISBN 0-00-717705-4